# Steppesaurus
Steppesaurus is een geslacht van uitgestorven Synapsida, behorend tot de Sphenacodontidae.
Steppesaurus had al kenmerken van zoogdieren. Hij had al een soort hoektanden. Deze waren iets langer dan de normale tanden en leken ietwat op kleine sabeltanden. Het lichaam leek vermoedelijk oppervlakkig nog veel op dat van een huidig reptiel. Latere vormen, die dichter bij de zoogdieren stonden, zoals Eotitanosuchus hadden een meer zoogdierachtig lijf en behalve hoektanden ook snijtanden, en iets dat op kiezen leek. Ook de verwante Tetraceratops, die met Steppesaurus samenleefde, had meer zoogdierkenmerken waaronder het gebit. Steppesaurus was verwant aan de bekendere Dimetrodon. Hij werd ongeveer drie meter lang en leefde in Noord-Amerika in het late Vroege Perm.

## Vondst en naamgeving
In 1950 vond Everett C. Olson bij de Pease River in Hardeman County, Texas het fragmentarische skelet van een basale synapside.

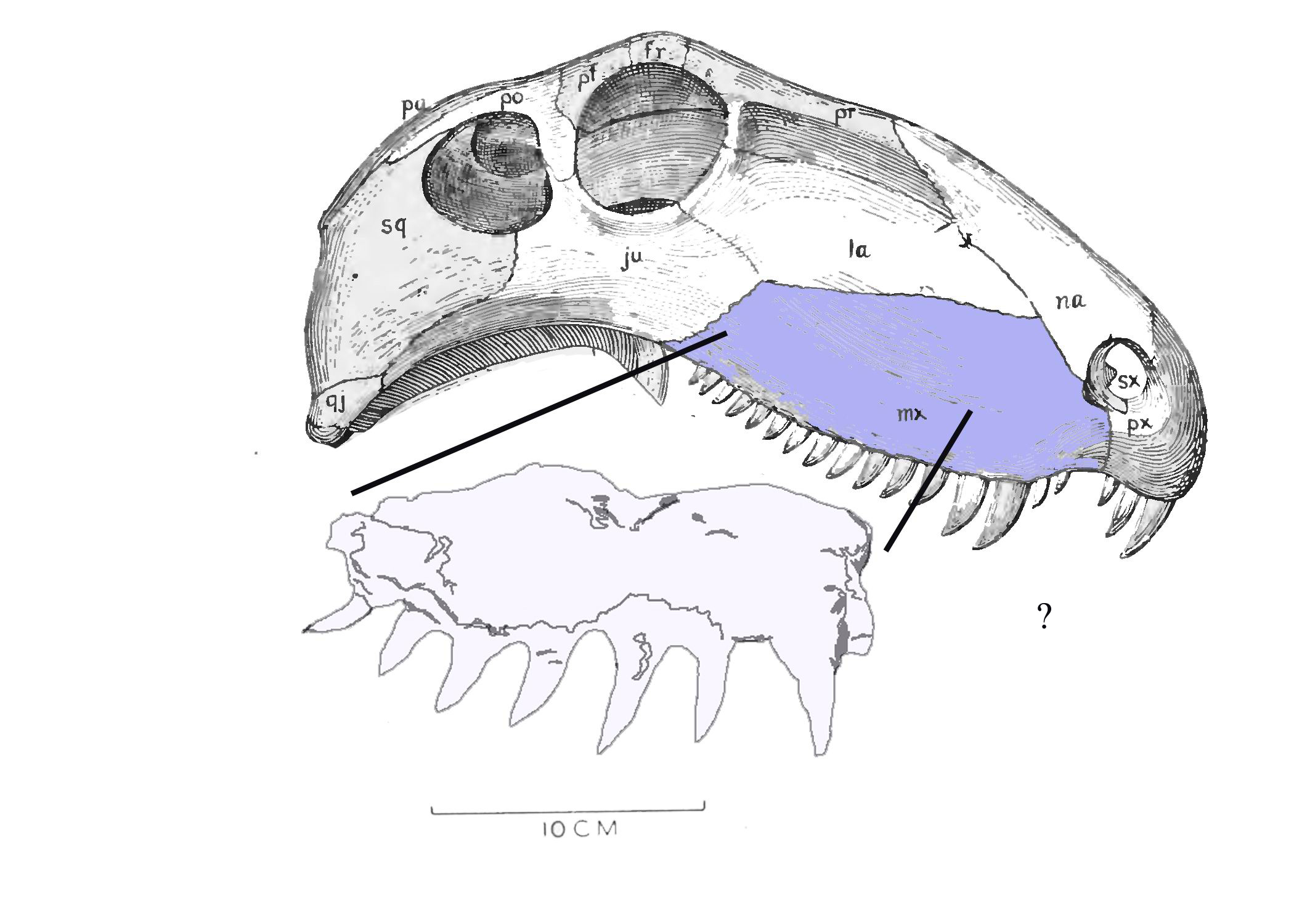
Het bovenkaakfragment vergeleken met de hele maxilla van Sphenacodon in het lila

In 1953 benoemde hij samen met James R. Beerbower de typesoort Steppesaurus gurleyi. De geslachtsnaam eert een zekere J. Steppe uit Quanah die hielp bij de opgravingen. De soortaanduiding eert de verzamelaar William Gurley.
Het holotype FMNH UR 148 is gevonden in de Flowerpot Shale Member van de San Angeloformatie die dateert uit het Kungurien. Het bestaat uit een stuk bovenkaak met tanden en een stuk onderkaak met lege tandkassen.

## Beschrijving
Het bovenkaakfragment is een twintig centimeter lang wat wijst op een schedel van een halve meter. De lichaamslengte is wel zo hoog geschat als ruim vijf meter of achttien voet wat Steppesaurus tot de grootste bekende sphenacodontide zou maken. Dit is echter een overschatting die voorkwam uit een vergelijking met de kaak van Dimetrodon waarbij aangenomen werd dat een stuk met een overeenkomend aantal tanden eenzelfde relatief deel van de kaak zou beslaan. De tanden van Steppesaurus zijn echter nogal langwerpig en staan verder uiteen. Het fragment beslaat dus een groter deel van de kaak. Die afwijkende tandvorm is ook het belangrijkste bekende onderscheidende kenmerk van het taxon. De vorm is echter onzeker want het fossiel is zwaar gerestaureerd. Olson heeft als het ware losliggende tanden met lange verbindingsstukken aan het bovenkaakfragment verbonden. Zowel de lengte van de tanden als het aantal tandkassen kon in feite niet vastgesteld worden. Het aantal tanden in het stuk onderkaak bedraagt een dozijn, meer dan het zevental dat over een overeenkomstige lengte aan de bovenkaak werd verbonden. De tanden hebben verticale richels of cannelures.

## Fylogenie
Olson plaatste de soort in 1953 in de Sphenacodontidae maar in 1962 in de Phthinosuchidae, dus in de Therapsida, als bewijs voor zijn theorie dat die al in het Vroeg-Perm te vinden waren. Dat is tegenwoordig een zeer omstreden hypothese. De meeste onderzoekers zien het dier weer als een sphenacodontide.